# Bruno Marques
Bruno Marques (Rio de Janeiro, 12 de maio de 1981) é um músico, compositor, arranjador e instrumentista brasileiro.
Em 2009, lançou seu disco solo intitulado "Bruno Marques", com participação de mais de 40 músicos convidados do cenário sinfônico e popular brasileiro, em distribuição nacional e internacional pela Delira Música.
Compositor da Suite Concertante Para Quinteto de Sopros e Orquestra, estreada no Brasil em 2015 pela Banda Filarmônica do Rio de Janeiro e na Espanha em 2018 pela Banda Municipal de Música de A Coruña no Teatro Rosalía de Castro, com reedição em 2022 pela Banda Sinfônica de Cambre, no Teatro Cólon, La Coruña.
Arranjador da "Série Brasil-Holanda" para saxofone e orquestra, do músico brasileiro Nivaldo Ornelas, com estreia na Sala Cecília Meireles em 2016.
Foi palestrante do Trends Brasil Conference, edição de 2020.
Julgador do quesito Harmonia no Desfile das Escolas de Samba do Rio de Janeiro, Grupo Especial, atuando nos anos de 2017, 2018, 2019, 2020, 2022, 2023, 2024 e 2025.

## Discografia
- Bruno Marques (Delira Música, 2009)[13]